# Senegalia pennata
Espèce
Statut de conservation UICN

 LC  : Préoccupation mineure
Senegalia pennata, appelé Climbing wattle en anglais (traduit: acacia grimpant), est une espèce de plantes à fleurs dicotylédones de la famille des Fabaceae, sous-famille des Mimosoideae. C'est un arbuste originaire du Sud de l'Asie. La plante a été introduite dans diverses régions tropicales, notamment en Afrique de l'Ouest et en Australie.

## Description

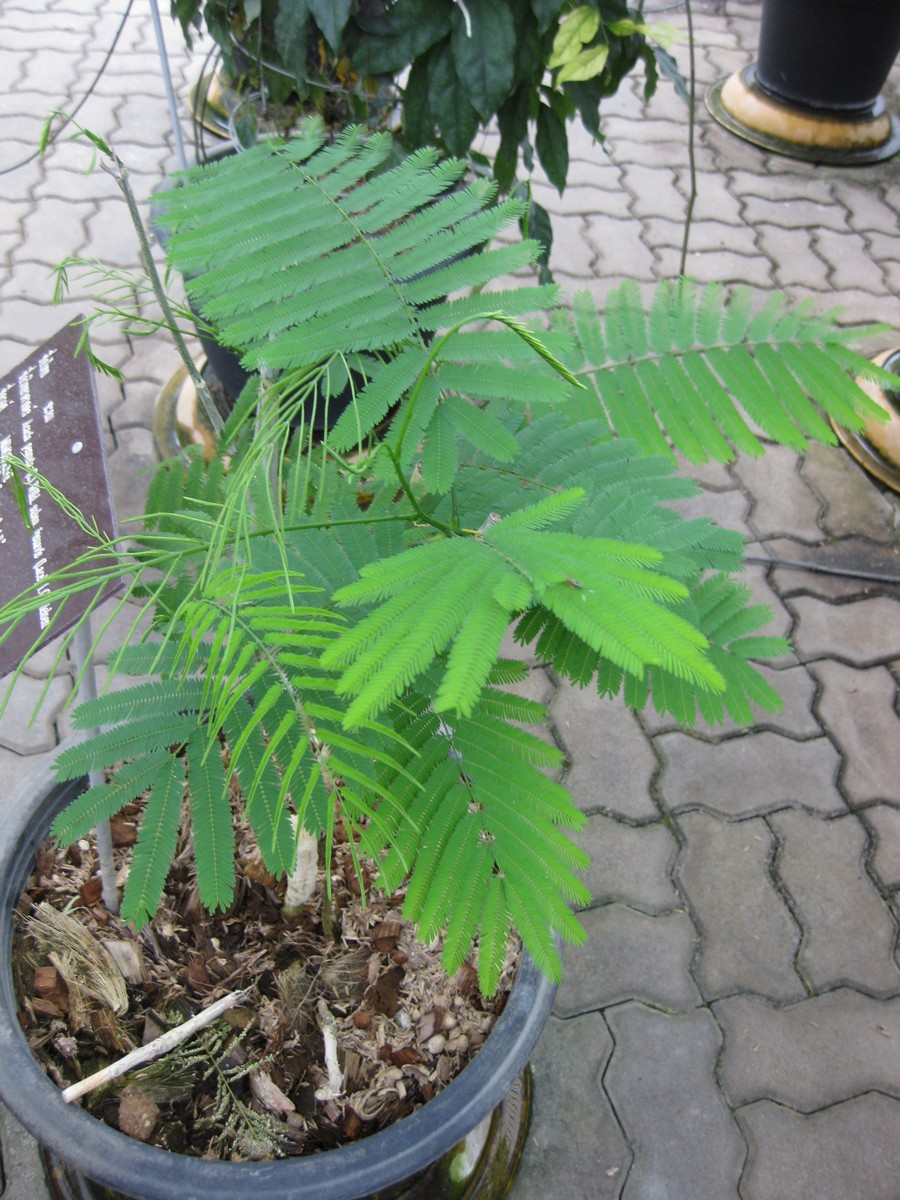
Jeune Senegalia pennata en pot, au Jardin botanique de la reine Sirikit, en Thaïlande.

C'est un arbuste grimpant ou petit arbre tropical, épineux, pouvant atteindre 5 mètres de haut, aux feuilles bipennées finement divisées et aux fleurs jaunâtres groupées en panicules terminales.

## Utilisation
Les feuilles tendres  et les jeunes pousses sont consommées crues en salades ou cuites dans diverses préparation des cuisines de l'Asie du Sud et du Sud-Est (Inde, Birmanie, Thaïlande, notamment).

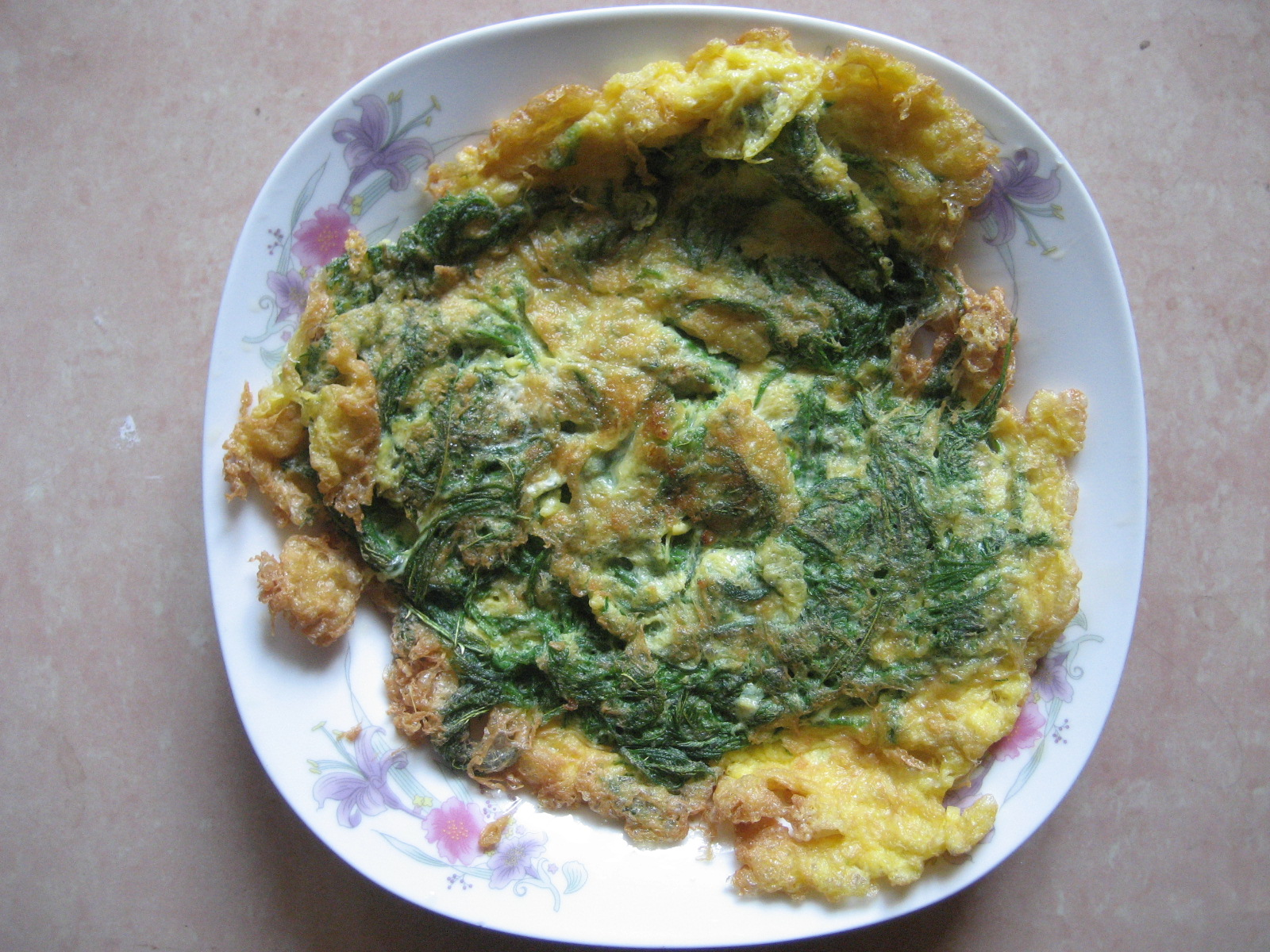
Omelette Cha-om au Senegalia pennata (spécialité birmane).

## Taxinomie

### Synonymes
Selon Plants of the World online (POWO) (29 novembre 2021) :
- Acacia concinna Wall.* Acacia grahamii Vajr.
- Acacia horrida Span.
- Acacia pennata (L.) Willd.
- Acacia pinnata Dalzell & A.Gibson
- Acacia prensans Lowe
- Acacia pterophylla Hoffmanns.
- Inga tenerrima Jungh. ex Benth.
- Mimosa ferruginea Rottler
- Mimosa megalodena Poir.
- Mimosa pennata L. (basionyme)
- Sericandra pennata (L.) Raf.

### Sous-espèces
Selon NCBI (29 novembre 2021) :
- Senegalia pennata subsp. hainanensis (Acacia hainanensis) Hayata
- Senegalia pennata subsp. insuavis (Acacia pennata subsp. insuavis) (Lace) I.C.Nielsen